# توني ليلي
توني ليلي (بالإنجليزية: Tony Lilly)‏ هو لاعب كرة قدم أمريكية أمريكي، ولد في 16 فبراير 1962 في الإسكندرية في الولايات المتحدة.

## وصلات خارجية
- توني ليلي على موقع مرجع كرة القدم المحترفة.كوم (الإنجليزية)